# Новгородская слобода
Новгоро́дская слобода́ — одна из московских слобод. Существовала в XVI—XVII вв..
Новгородская слобода находилась в районе современного Вознесенского переулка, в той его части, что расположена ближе к Тверской улице. Слобода была населена выходцами из Великого Новгорода.
В 1479 году Иван III присоединил Новгород и все его владения. После этого в городе начались казни видных горожан и купцов и массовая высылка из города оставшихся. В частности, значительное число новгородских купцов было расселено в московских владениях в 1488 году. Следующая волна переселения новгородцев в Москву произошла при внуке Ивана III Иване Грозном. В 1569 году в столицу прибыло 145 семей из Новгорода. В октябре 1571 года приехало из земской половины Новгорода 40 семей, а из опричной — 60 человек с детьми.
Центром выделенной для жителей Новгорода слободы была Вознесенская церковь, первое упоминание которой датируется 1548 годом. После постройки у Никитских ворот большого храма Воскресения она стала называться церковью Малого Вознесения. В 1653 году Новгородская слобода насчитывала 333 двора.